# Мазепа Ісаак Прохорович
Мазе́па Ісаа́к Про́хорович (16 серпня 1884, с. Костобобрів, Новгород-Сіверський повіт, Чернігівська губернія, Російська імперія — 18 березня 1952, Аугсбург, Баварія, ФРН) — український політичний і державний діяч. Керівник уряду Української Народної Республіки періоду Директорії (від серпня 1919 до травня 1920 року).

## Біографія

### Початок життєвого шляху
Народився у родині міщан козацького походження. Його батько забезпечив синові освіту у Новгород-Сіверській повітовій бурсі, потім у духовній семінарії в Чернігові. Після закінчення семінарії склав іспити на атестат зрілості в класичній гімназії і восени 1904 року записався на факультет природничих наук Санкт-Петербурзького університету. Водночас вступив до української студентської громади, згодом до Революційної української партії (РУП), а від 1905 — до Української соціал-демократичної робітничої партії (УСДРП), одним із лідерів якої він пізніше став.
У Санкт-Петербурзі доля звела його з Миколою Поршем та Симоном Петлюрою. Там же і познайомився з майбутньою дружиною — студенткою медичного жіночого інституту Наталею Сингалевич, також членом УСДРП. 1907 року Петербурзька організація УСДРП обрала Мазепу делегатом на з'їзд партії у Києві, після чого певний час він працював партійним організатором на Полтавщині.
Отримавши диплом, у 1911–1915 роках працював агрономом у земських установах Нижегородської губернії. Побував з групою молодих агрономів у Австро-Угорщині, Німеччині та Данії для ознайомлення з системами ведення сільського господарства. 1915 року повернувся в Україну й осів у Катеринославі (нині Дніпро), працював у губернському продовольчому комітеті при губернській управі. Паралельно налагоджував контакти з місцевою нелегальною організацією УСДРП, яка розгорнула широку антивоєнну пропаганду.
1915 рік як дату переїзду Мазепи до Катеринослава подає його біограф Панас Феденко. Проте ця дата викликає застереження. За даними історика катеринославської "Просвіти" Миколи Чабана, Ісаак Мазепа вже від 23 лютого 1914 був членом Катеринославської "Просвіти".  А за метричними записами його друга донька Тетяна народилася в Катеринославі 1912 року.
У Катеринославі І. Мазепа з родиною мешкав за адресою: вул. Басейна, 7, кв. 7. На тій же вулиці мешкав письменник Адріан Кащенко. Нині це вулиця Писаржевського, будинок не зберігся.

### Революційна діяльність
Після утворення Української Центральної Ради (УЦР) багато зробив для розгортання діяльності українських партій та організацій у Катеринославі та став організатором Українського губернського національного з'їзду Катеринославщини (21 травня — 22 травня 1917 року). Його делегати підтримали вимоги УЦР про національно-територіальну автономію України і обрали губернську Українську раду. Був присутній у червні 1917 року як гість на Катеринославському губернському селянському з'їзді і наполіг на включенні домагань національно-територіальної автономії України до резолюції з'їзду.
На серпневих 1917 року муніципальних виборах у Катеринославську думу став одним із дев'яти депутатів — членів українських партій (загалом було 113 депутатів). Увійшов також до губернської земської управи, серед восьми членів якої лише троє було українцями. Від робітників металургійного заводу Брянського товариства його обрано до Катеринославської ради робітничих і солдатських депутатів.
Аналізуючи пізніше результати виборів до Всеросійських та Всеукраїнських установчих зборів, Мазепа констатував, що «неукраїнське місто поволі ставало головною базою російських більшовиків», але, на його думку, надію вселяло те, що по губернії український блок зібрав понад 50% голосів.
У грудні 1917 року за редакцією Ісаака Мазепи та Панаса Феденка у Катеринославі почав виходити орган Української соціал-демократичної робітничої партії (УСДРП) «Наше слово».
У час грудневих боїв із більшовиками в Катеринославі Мазепа разом з іншими представниками українських партій у Раді робітничих і солдатських депутатів міста під кулями ходив на переговори між штабами сил, що брали участь у протиборстві. Після встановлення в місті влади більшовиків перейшов на напівлегальне становище, але і далі виконував свої обов'язки в Думі та в губернській земській управі до їх розпуску у березні 1918 року.
Очолив українську соціалістичну фракцію, до якої увійшли представники УСДРП та правих українських есерів, на II Всеукраїнському з'їзді рад у Катеринославі 17-19 березня 1918 року. У промові на з'їзді 18 березня протестував проти російсько-більшовицької окупації міста і, попри погрози делегатів-більшовиків, заявив, що Україна не бажає опіки московських комісарів та що саме наступ російських військ примусив УЦР підписати Брестський мирний договір. У квітні 1918 року, коли радянські війська покинули Катеринослав, очолив губернську революційну раду, яка одночасно діяла як і місцева політична влада.
Коли за часів гетьманської держави Павла Скоропадського у Катеринославі почалися гоніння на активних діячів українського руху, Мазепа, працюючи у губернській земській управі, намагався захищати їх. Під прикриттям земства кілька разів виїздив до Києва, де відвідував засідання ЦК УСДРП, мав розмови із Симоном Петлюрою (який очолював тоді Всеукраїнський союз земств), з Володимиром Винниченком, Миколою Поршем, іншими провідними діячами національного руху.
У жовтні за редагування газети «Наше слово», за наказом губернського старости, Мазепу заарештували, але невдовзі звільнили.
З утворенням Директорії 15 листопада 1918 року Мазепа прибув до Києва, зустрівся з головою Українського революційного комітету Володимиром Чехівським та діячами національного руху. На початку січня 1919 року отримав запрошення на VI з'їзд УСДРП, на якому катеринославська делегація, на відміну від київської, що висловлювалася на користь встановлення влади рад, категорично заперечувала принцип диктатури пролетаріату міста над селом. Зрештою, з'їзд схвалив проєкт резолюції, запропонований Ісааком Мазепою, Панасом Феденком і Миколою Поршем. Мазепу обрали до ЦК УСДРП, і він став його секретарем.
Наприкінці січня 1919 року на Трудовому конгресі у Києві Мазепа знову представляв Катеринославщину. Як і на VI з'їзді УСДРП, разом з однодумцями виступив проти прихильників «радянської платформи» і взяв участь у редагуванні Декларації фракції УСДРП, проголошеної 26 січня 1919 року. До скликання парламенту пропонувалося передати владу в республіці Директорії УНР з включенням до її складу представників ЗОУНР.
Вирушаючи на початку лютого 1919 року разом з проводом УНР з Києва до Вінниці, вивіз усі протоколи засідань ЦК УСДРП, списки членів, найцінніше з бібліотеки, комплекти «Робітничої газети» та низки інших київських видань.

### На державних посадах
9 квітня 1919 року Мазепу призначено міністром внутрішніх справ у новоствореному уряді Бориса Мартоса. Того ж дня він залишив секретарство ЦК УСДРП і зосередився на державній праці.
У квітні брав участь у нарадах з американськими представниками в місті Броди (Галичина). У відповідь на запитання останніх, чи має Україна достатню кількість інтелігенції для налагодження національної державної справи, він відповів, що після революції навіть зросійщена раніше інтелігенція повертається до свого народу.
Під час спроби перевороту, вчиненого 29 квітня 1919р. отаманом Оскілком у Рівному, Мазепу заарештували разом з іншими членами уряду, але після придушення виступу усіх звільнили.
На посту міністра внутрішніх справ Мазепа організовував допомогу жертвам єврейських погромів, направляв урядовців на місця для припинення антисемітської агітації, виїздив на фронт, брав участь у нарадах з головним отаманом Симоном Петлюрою, підтримав закон УНР про державну інспекцію у війську, вважаючи, що «армія без політичного контролю стане неминуче знаряддям усіх авантюрників».
19 серпня ЦК УСДРП переважно з метою полегшення порозуміння між урядами УНР та ЗОУНР запропонував замінити на посту прем'єра Мартоса його однопартійцем Мазепою. 27 серпня з'явився відповідний наказ Директорії про відставку Мартоса. Мазепа розпочав виконувати обов'язки голови уряду 29 серпня 1919 року. Директорія в спеціальному «рескрипті» на його ім'я вказала на необхідність реалізації проголошеного урядом Мартоса у Декларації від 12 серпня нового курсу і утворення коаліційного уряду. Проте коаліція Мазепі не вдалася: відступ військ УНР від Києва і перспектива дальших втрат території не стимулювали у галичан бажання працювати в уряді.
Після вступу до Києва денікінців урядові установи УНР зосередилися у місті Кам'янець-Подільський. Туди почали прибувати маси втікачів з-за лінії фронту, що додавало клопоту I. Мазепі, який і надалі залишався міністром внутрішніх справ.
Особливо плідними для прем'єра виявилися вересень — листопад 1919 року: з від'їздом Андрія Лівицького з дипломатичною місією до Варшави на нього були додатково покладені обов'язки міністра закордонних справ.
Прем'єрство Мазепи, як свідчив Панас Феденко, припало на складний час, коли «тільки непохитна, хто-небудь скаже — романтична — віра держала тоді людей при уряді і в армії УНР, хоч бували дні, коли більшовицька кіннота знаходилася за 25 кілометрів від тимчасової столиці УНР». Тривав і наступ денікінців. Але уряд діяв. 30 вересня уряд ухвалив законопроєкт про скасування станів в Україні, 10 жовтня — розглянув проєкт присяги Директорії, урядові та війську. 17 жовтня Рада Народних Міністрів навіть ухвалила рішення підготувати на наступне засідання законопроєкт в справі заснування державних архівів. На початку листопада в полі її зору опинилися питання про статути лікарняних кас, про умови відведення земель власникам підприємств тощо.
Після підпорядкування УГА головному командуванню збройних сил півдня Росії уряд УНР звернувся до українського народу та республіканського війська з декларацією, в якій запевняв, що для оборони рідного краю і народної свободи уряд УНР вважає необхідним повне об'єднання військового командування Наддніпрянської і Галицької армій. Проте Євген Петрушевич, попри протест уряду УНР, визнав договір з Денікіним від 6 листопада корисним.
Ісаак Мазепа, 1930 року оцінюючи ці події, висловив думку, що коли б наприкінці 1919 року вдалося утримати фронт української армії, то, напевне, українська справа виглядала б незрівнянно краще. А так урядові установи разом з усім державним майном стали поступово переміщуватися на територію, зайняту польським військом.
15 листопада фактично розпалася Директорія. Верховне командування справами республіки перейшло до її голови та головного отамана Симона Петлюри.
4 грудня уряд Мазепи визнав неможливим далі утримувати регулярний фронт і ухвалив рішення перейти до партизанських форм боротьби в тилу ворога. 6 грудня частини армії УНР під проводом Михайла Омеляновича-Павленка та Юрка Тютюнника вирушили у так званий «Зимовий похід» у тилі Червоної та Добровольчої армій. Прем'єр Мазепа та частина членів уряду також залишилися по той бік фронту. Петлюра наказом від 12 грудня призначив заступника Мазепи, голову дипломатичної місії УНР у Варшаві Андрія Лівицького, тимчасово виконувати обов'язки голови уряду «на час до налагодження постійного і нормального зв'язку з урядом». Це не сприяло консолідації сил УНР, бо політичні уподобання тепер уже фактично двох прем'єрів істотно різнилися. До поглиблення розколу в українському національному таборі спричинилася, зокрема, передана Лівицьким 2 грудня урядові Польщі Декларація, вироблена дипломатичною місією УНР в Варшаві в ході напружених переговорів з представниками польської делегації.
Цей документ завдав Україні значних політичних, економічних та територіальних втрат. Навіть скупі відомості про його зміст, який старанно приховували, викликали різко негативну реакцію суспільства. Насамперед це стосувалося пункту про визначення кордону з Польщею по ріці Збруч. Намагаючись оволодіти ситуацією, Мазепа 15 лютого 1920 року на останньому засіданні членів уряду у Кам'янці-Подільському видав розпорядження про те, що «до повернення п. Головного отамана або п. Військового міністра із-за кордону» республіканське військо має виконувати безпосередньо його накази або накази осіб, ним уповноважених".
Є різні свідчення щодо ставлення самого Мазепи до Декларації 2 грудня 1919 року та до українсько-польських переговорів, які передували підписанню договору та військової конвенції між УНР та Річчю Посполитою у квітні 1920 року. У середу 11 лютого був арештований в Кам'янці-Подільському разом з представниками уряду УНР Андрієм Лівицьким, Іваном Огієнком, Осипом Безпалком відповідно до наказу польського головного комісара Волині й Подільського фронту А. Мінкевича. Офіційне вибачення за «прикрий випадок» арешту було надано польським МЗС 11 березня українській дипломатичній місії в Варшаві. А. Лівицький 18 березня в листі, розісланому усім дипломатичним місіям УНР за кордоном, повідомляв про свою поїздку до Кам'янця-Подільського для зустрічі з Мазепою і для порозуміння з РНМ. Він заявляв, що «всі злочинні байки про якісь розходження, навіть ворожнечу» між ним і Мазепою не відповідають дійсності", що «Мазепа і Рада Міністрів цілком апробують нашу „Варшавську політику“». Панас Феденко, з свого боку, наполягав на тому, що квітневий договір був підписаний Лівицьким за згоди Петлюри, а Мазепа ознайомився з ним лише в середині травня у Вінниці, після повернення з фронту, — і був «дуже занепокоєний його змістом». Про це він заявив тоді ж на зібранні політичних партій, громадських організацій та представників військових кіл. У праці «Україна в огні й бурі революції» сам I. Мазепа різко засуджував ступінь поступок, на які погодився А. Лівицький. На знак протесту у доповіді на засіданні РНМ 20 травня він ще в ранзі прем'єра заявив про відставку свою та усього кабінету. Але його зобов'язали продовжити виконання обов'язків до узгодження питання з Петлюрою.
Фактично Мазепа займався справами уряду до 28 травня, хоч Петлюра ще 26 травня висловив йому подяку «за велику історичну працю» і доручив українському соціалісту-федералісту В'ячеславові Прокоповичу формування нового уряду. У новому уряді Мазепа очолював міністерство земельних справ.

### Після відставки
Після відставки Мазепа разом з армією УНР, що відступала, подався за Збруч і з листопада 1920 оселився у Львові. Він багато працював у бібліотеці НТШ, разом із Панасом Феденком і Осипом Безпалком налагодив видання місячника «Соціалістична думка». У березні 1921 року, після утворення у Тарнові Ради Республіки, їздив туди зі Львова. У травні побував у Берліні, Відні, Празі, де зустрічався з Володимиром Винниченком і Михайлом Грушевським. З останнім та його однодумцями з УПСР порозумітися не зміг. У Празі також відвідав посла УНР Максима Славинського та Микиту Шаповала, який саме тоді започатковував організацію Українського громадського комітету.
Улітку 1921 року родині Мазепи вдалося перейти Збруч і оселитися у Львові (до того його дружина з двома доньками залишалася у Катеринославі, де працювала у бактеріологічному інституті).
У Львові 1922 року видав працю «Большевизм і окупація України».

### В еміграції

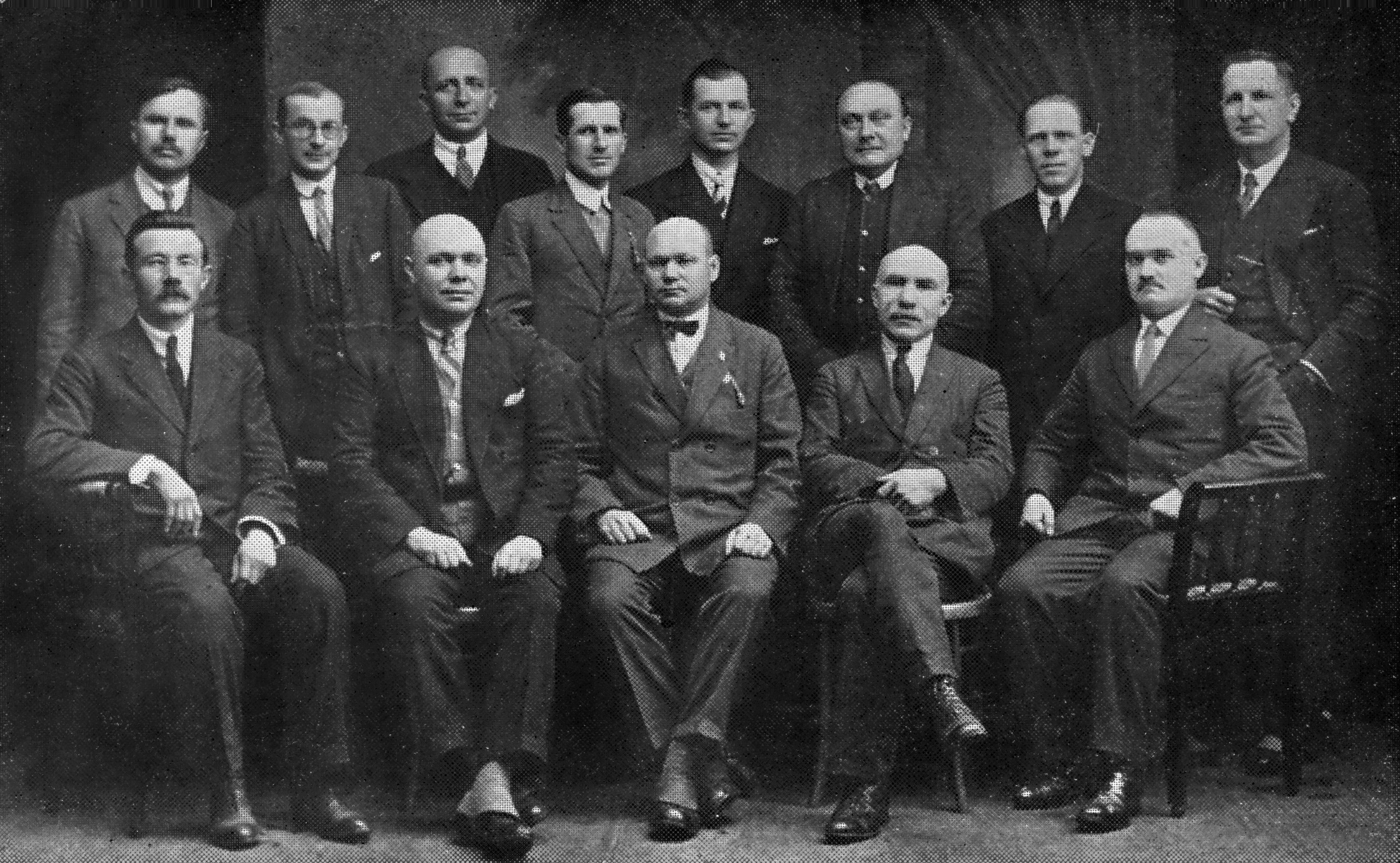
Члени Конференції УСДРП в Подєбрадах 1926 р. Ісаак Мазепа сидить перший зліва.

У березні 1923 року Ісаак Мазепа переїхав до Праги. Невдовзі до нього приєдналася і родина. Його дружина, лікар за фахом, влаштувалася працювати у Бактеріологічний інститут (власне, це вона утримувала чоловіка і дітей). Мазепа не припиняв громадсько-політичної діяльності і разом з Панасом Феденком взявся до справи згуртування сил українських соціал-демократів. У 1920-х роках у складі делегації УСДРП він брав участь у міжнародних соціалістичних конгресах у Гамбурзі (травень 1923 року, Брюсселі 1928 рік).
1925 року Мазепа влаштувався спочатку бібліотекарем, а потім викладачем Української господарської академії у Подєбрадах і навіть переїхав туди жити, залишивши родину у Празі.
У жовтні 1927 року разом із Борисом Мартосом і Панасом Феденком виступав свідком на суді у справі вбивства Симона Петлюри.
Під час процесу СВУ у Харкові 1930 року брав участь у розгортанні за кордоном у пресі кампанії протесту, звинувачуючи радянський суд у фальсифікаціях та терорі.
1936 року відмовився прийняти чехословацьке громадянство, хоч це було конче необхідно для отримання постійної роботи. Він заявив: «Що скажуть українці, коли довідаються, що колишній прем'єр став громадянином іншої держави».
Під час німецької окупації жив замкнено й ізольовано. Працював над книгою «Підстави нашого відродження». Перед вступом радянських військ виїхав до Баварії: спочатку до Регенсбургу, а у вересні — до Аугсбургу.
У повоєнні роки не полишав політичної діяльності. 1947 року представники українських партій обрали його головою підготовчої комісії для створення Української національної ради — передпарламенту УНР в екзилі. Протягом 14 місяців тривало вироблення статуту цієї організації, яка згуртувала майже усі (окрім СГД) політичні еміграційні групи. 16 липня 1948 року в Аугсбурзі відкрилася перша сесія ради. Таким чином був зреорганізований Державний центр УНР в екзилі (діяв з кінця 1921 р.). Згідно з Тимчасовим Законом… ДЦ УНР складався із Президента (Андрій Лівицький), УНРади (голова — Борис Іваницький) та Виконного (Виконавчого) органу (уряду) (Ісаак Мазепа) УНР. Еміграційний уряд з червня 1948 до 1950 року (до того, як його вразила тяжка хвороба) очолював Ісаак Мазепа. Головним завданням ДЦ УНР було відновлення незалежності України у формі УНР, або в іншій формі, визначеній в результаті вільного демократичного волевиявлення народу України.
Був лідером Української Соціалістичної Партії, що утворилася на еміграції внаслідок об'єднання політичних груп есдеківського та есерівського спрямування.
Помер 18 березня 1952 року і 21 березня був похований в Аугсбурзі.

## Праці
Поряд із фаховими виданнями вченого-агронома, серед них і книга чисто наукового характеру про рослинний світ Карпатських гір — «Карпатські полонини», залишилися його численні праці з історії національно-визвольних змагань в Україні. У цих працях зібрано та систематизовано документи про державне будівництво в Україні в 1917–1920 роках, подано ґрунтовний аналіз діяльності політичних партій та окремих діячів:
- Большевизм і окупація України [Архівовано 18 травня 2015 у Wayback Machine.] / Львів, 1922. — 156 с.
- «Творена держава (боротьба 1919 р.) [Архівовано 18 травня 2015 у Wayback Machine.]» // Збірник пам'яти С. Петлюри (1879–1926). — Прага, 1930. — С. 16-76.
- «З моїх петербурзьких споминів» // Дніпро. — 1938. — С. 17-25
- Підстави нашого відродження / Новий Ульм: вид. Прометей, 1946  [Архівовано 4 квітня 2015 у Wayback Machine.]
- Україна в огні й бурі революції 1917–1921.- т. І: Центральна Рада — Гетьманщина, Директорія. — Прага: «Пробоєм», 1942; Новий Ульм: «Прометей», 1950–210 с.  [Архівовано 28 червня 2018 у Wayback Machine.]
- Україна в огні й бурі революції 1917–1921.- т. ІІ: Камянецька доба — Зимовий похід. — Прага: «Пробоєм», 1942; Новий Ульм: «Прометей», 1951–245 с.  [Архівовано 29 квітня 2014 у Wayback Machine.]
- Україна в огні й бурі революції 1917–1921.- т. ІІІ. Польсько-Український союз. Кінець збройних змагань УНР. — Прага: «Пробоєм», 1943–234 с.  [Архівовано 29 квітня 2014 у Wayback Machine.]
- Мазепа І. Підстави нашого відродження. Ч. 1 : Причини нашої бездержавности / І. Мазепа. — Б. м.: Прометей, 1946. — 179 с. [Архівовано 27 березня 2019 у Wayback Machine.]
- Мазепа І. Україна під Червоною Москвою / проф. І. Мазепа. – II вид. – Прага : Пробоєм, 1941. – 46 с. – (Народня бібліотека ”Наступ” ; ч. 22). [Архівовано 27 березня 2019 у Wayback Machine.]
- Мазепа І. Огнева проба : укр. політика й стратегія в добі Зимового походу 1919-20 / І. Мазепа. – Прага : Колос, 1941. – 103 с. [Архівовано 27 березня 2019 у Wayback Machine.]
- Мазепа І. Большевизм і окупація України : соц.-екон. причини недозрілості сил укр. революції / І. Мазепа. – Львів : Знаття то сила, 1922. – 155 с. [Архівовано 27 березня 2019 у Wayback Machine.]
- Мазепа І. Україна в огні й бурі революції, 1917-1921. Т. 2 : Камянецька доба – Зимовий похід / І. Мазепа. – Прага : Пробоєм, 1942. – 230 с. – (Загальна бібліотека ; ч. 6). [Архівовано 27 березня 2019 у Wayback Machine.]
- Мазепа І. Україна в огні й бурі революції, 1917-1921. Т. 1 : Центральна Рада – Гетьманщина. Директорія / І. Мазепа. – Прага : Пробоєм, 1942. – 212 с. – (Загальна бібліотека ; ч. 5). [Архівовано 27 березня 2019 у Wayback Machine.]
- Мазепа І. Україна в огні й бурі революції, 1917-1921. Т. 3 : Польсько-український союз. Кінець збройних змагань У. Н. Р. / І. Мазепа. – Прага : Пробоєм, 1943. – 235 с. – (Загальна бібліотека ; чис. 7 (92)). [Архівовано 27 березня 2019 у Wayback Machine.]

## Родина
У Петербурзі майбутній агроном одружився зі студенткою Медичного жіночого інституту Наталею Сингалевич. Уродженка Кам'янця-Подільського, загинула в Німеччині 1945 року під час одного із американських авіабомбардувань. 9 лютого 1910 року в Петербурзі в них народилася перша донька — Галина, згодом відома в діаспорі українська художниця. 1912 року в Катеринославі народилася друга донька Тетяна.